# Manuel Clemente
Manuel José Macário do Nascimento Clemente, oficialmente Manuel III, (Torres Vedras, 16 de julio de 1948) es un cardenal portugués, fue patriarca de Lisboa de 2007 a 2023, siendo actualmente patriarca emérito.

## Biografía

### Formación
Nació en Torres Vedras en 1948. En 1973 se licenció en Historia por la Universidad de Lisboa, y en 1979 en Teología por la Universidad Católica Portuguesa, en la que fue profesor, y donde se doctoró en 1992 en teología histórica.  

### Sacerdocio
En 1979 fue ordenado sacerdote, y entre 1989 y 1999 fue rector del Seminario Mayor de Cristo-Rei dos Olivais. 

### Episcopado
En 1999 fue nombrado obispo titular de Pinhel y auxiliar de Lisboa. Fue consagrado el 22 de enero de 2000 por el patriarca José da Cruz Policarpo. El 22 de febrero de 2007 fue nombrado obispo de Oporto por el papa Benedicto XVI. 
En noviembre de 2007 realizó una visita ad limina a Roma, junto a otros obispos portugueses, siendo recibido por el papa Benedicto XVI.
El 18 de mayo de 2013 fue nombrado patriarca de Lisboa, tras la renuncia de José da Cruz Policarpo por motivos de edad. La toma de posesión en el cargo fue el 6 de julio en la Catedral de Lisboa, y la misa de entrada solemne el 7 de julio, en la iglesia de los Jerónimos.
Poco antes de su toma de posesión en Lisboa, había sido elegido el 19 de junio, presidente de la Conferencia Episcopal Portuguesa, para acabar el mandato dejado inconcluso por su antecesor en el cargo, el Cardenal Policarpo, hasta abril de 2014. Y el día 29 de este mismo mes y año es reelegido para el mismo cargo, ya con un mandato ordinario de tres años.

### Cardenalato
El papa Francisco lo creó cardenal de la Iglesia Católica en el consistorio celebrado el 14 de febrero de 2015, con el título de Sant'Antonio in Campo Marzio (oficialmente en Lisboa: Santo António dos Portugueses in Campo Marzio).
El 17 de marzo de 2015 fue nombrado miembro de la Congregación para el Clero y del Pontificio Consejo para las Comunicaciones Sociales.
El 26 de abril de 2017 es nuevamente elegido para un tercer mandato al frente de la Conferencia Episcopal Portuguesa. Abandonó el cargo definitivamente en junio de 2020.
El 26 de mayo de 2020 fue confirmado como miembro de la Congregación para el Clero in aliud quinquennium.
El 10 de agosto de 2023 fue aceptada su renuncia al gobierno pastoral del Patriarcado de Lisboa por límite de edad.